# Petalostigma pubescens
Petalostigma pubescens là một loài thực vật có hoa trong họ Picrodendraceae. Loài này được Domin miêu tả khoa học đầu tiên năm 1927.

## Hình ảnh

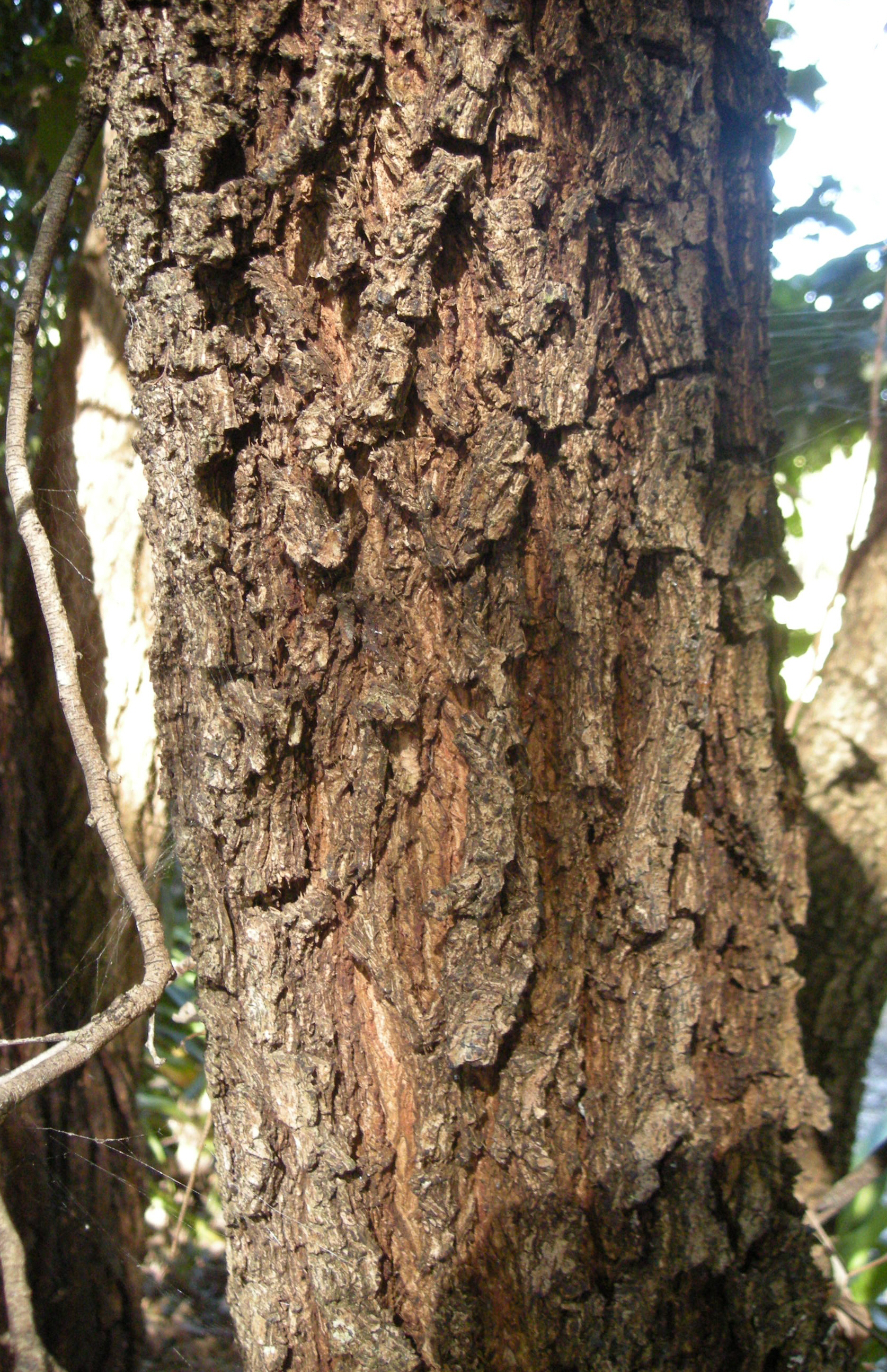
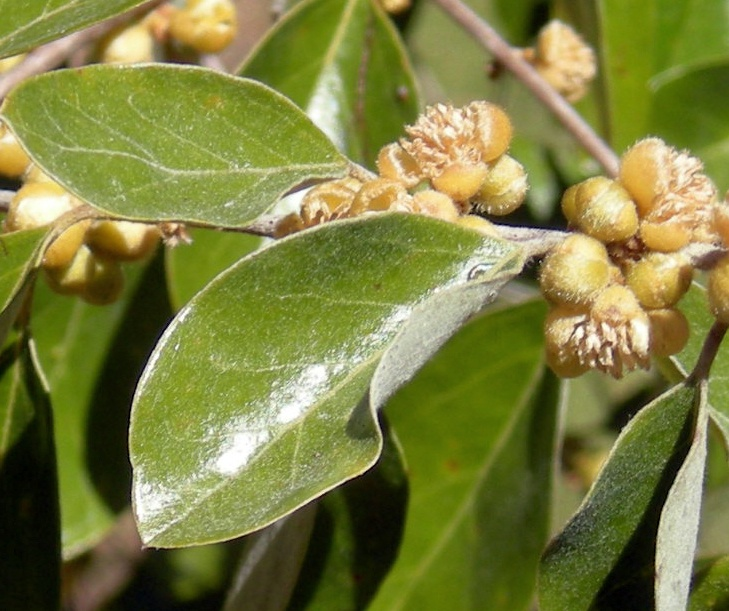
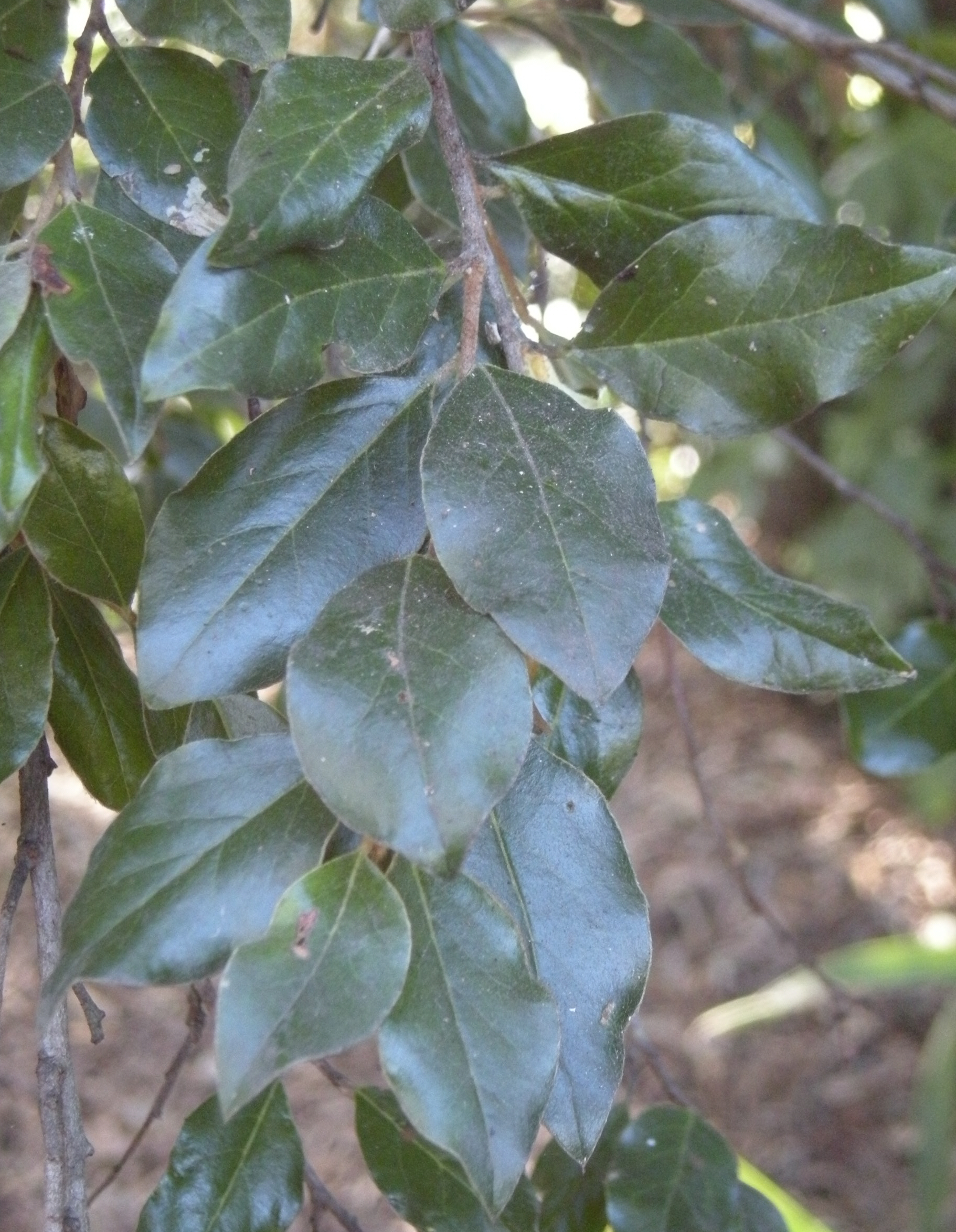